# Femi Benussi
Femi Benussi, née Eufemia Benussi le 4 mars 1945 à Rovigno dans le royaume d'Italie (aujourd'hui Rovinj en Croatie), est une actrice italo-yougoslave. 
Elle débute sur scène au Teatro del Popolo de Rijeka, puis s'installe à Rome et fait ses débuts dans le cinéma d'auteur italien avec Des oiseaux, petits et gros (1966) de Pier Paolo Pasolini. Benussi est surtout active dans les films de genre, dont de nombreux gialli, poliziotteschi et comédies érotiques italiennes.

## Biographie

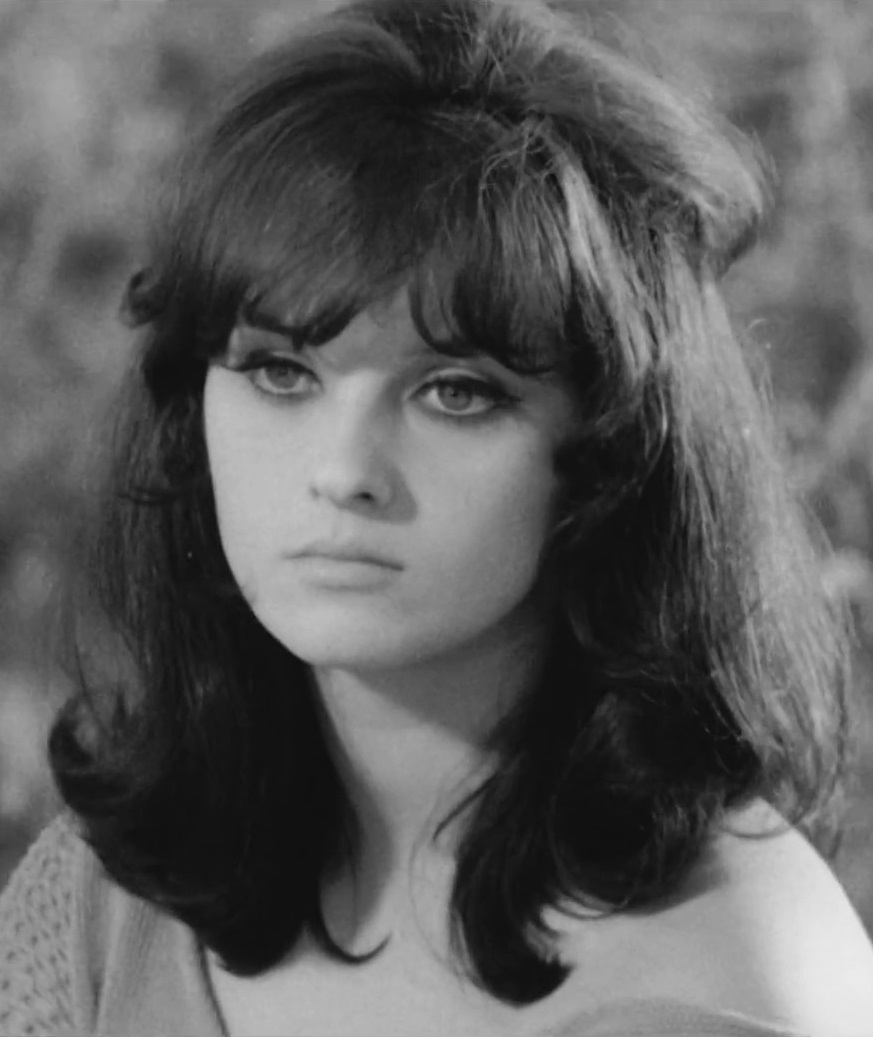
Femi Benussi dans Des oiseaux, petits et gros (1966).

Née Eufemia Benussi, en Istrie dans une famille italophone qui décide de rester en Yougoslavie après la guerre, elle termine ses études secondaires à Pula et connaît ses premières expériences scéniques au Théâtre du peuple de Rijeka, dont elle est la plus jeune actrice à l'époque (1964). Alors qu'elle fréquente l'université, elle décline l'offre de son compatriote le metteur en scène Fadil Hadžić (sh) de jouer un rôle dans une pièce serbo-croate Trgovački putnik (litt. « Voyage d'affaires ») afin de se rendre à Rome (en tant qu'invitée d'un parent vivant dans la capitale) après la fin d'une relation amoureuse,. Elle est introduite presque immédiatement dans le monde du cinéma : son tout premier rôle sur un plateau en Italie est celui, mineur, d'une courtisane dans le film historique Une vierge pour le prince de Pasquale Festa Campanile, qui sort cependant plus tard que le deuxième film dans lequel l'actrice joue, Vierges pour le bourreau, après que le réalisateur Massimo Pupillo l'ait remarquée lors d'une audition.
En 1966, elle est engagée par Pier Paolo Pasolini pour son film Des oiseaux, petits et gros, aux côtés du confirmé Totò et du débutant Ninetto Davoli, et se spécialise ensuite dans les films de genre, en particulier les comédies érotiques italiennes (Les Nuits érotiques de Poppée, Meurtres à Rome, La cameriera nera (it)), favorisée en cela par sa volonté de tourner des scènes de nu, et des poliziotteschi (L'Empire du crime, Bracelets de sang), avec souvent un mélange des deux genres (La Peur au ventre, L'assassino è costretto ad uccidere ancora) ; Les participations à des productions étrangères ne manquent pas non plus (le film américain La Bande à César, avec Robert Wagner et Raquel Welch et le film allemand La Mort sonne toujours deux fois avec Dean Reed et Fabio Testi).

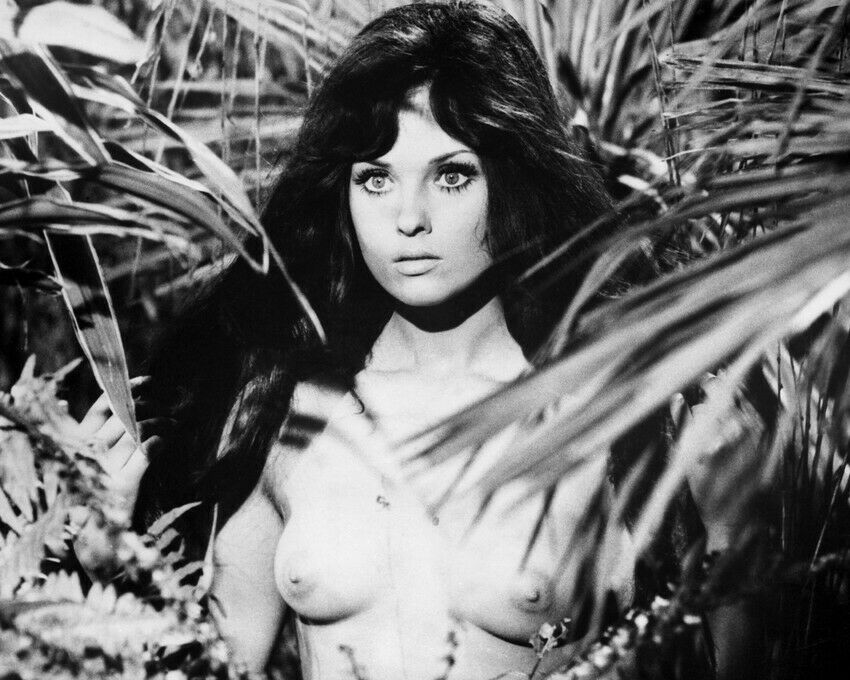
Dans Tarzana, sexe sauvage (1969).

Sa volonté d'être mise en scène dans des rôles érotiques lui vaut entre 1975 et 1976 la saisie de trois films et une condamnation à quatre mois de prison avec sursis ; sa renommée d'actrice sans voile est si bien établie qu'à l'occasion de la sortie du film Le impiegate stradali (it), dans lequel elle joue le rôle d'une institutrice arrêtée par erreur lors d'une rafle de prostituées par la brigade des mœurs, la société de production annonce : « Pour la première fois habillée, la troublante Femi Benussi » ; non sans ironie, Benussi elle-même déclare qu'elle se contente «...d'être sexy sans s'enrhumer ; les studios de cinéma sont tous pleins de courants d'air ». Elle pose également pour les magazines Ciné-Revue et Playboy et joue quelques pièces de théâtre en Italie.
À cette époque, cependant, elle avait déjà réduit son rythme de travail : jusqu'alors, elle avait même tourné quinze films en un an, alors qu'en 1977, elle n'a participé qu'à une seule production. Dans sa meilleure période, au milieu des années 1970, sa rémunération par film se situe entre dix et quinze millions de lires. Dans les mêmes années, elle est également active au théâtre dans des productions telles que Scusi, mi presti tua moglie? à Turin avec Ric e Gian (1974) et, toujours dans la capitale piémontaise, dans L'curà de Rocabrusà avec Carlo Campanini (1978-79) ; à Rome avec Renato Rascel et Giuditta Saltarini dans Nemici per la pelle (1980).

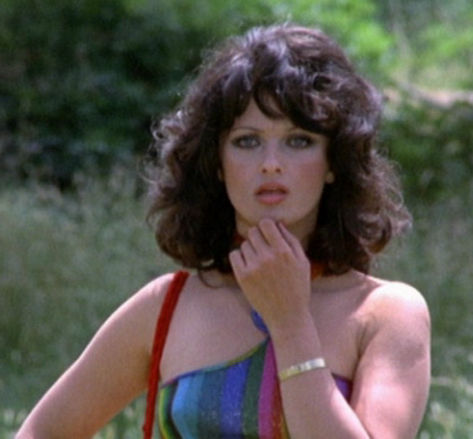
Dans L'Empire du crime (1972).

Avec l'abandon des rôles érotiques, sa carrière est cependant interrompue car on ne lui propose plus de contrats de cinéma : elle dénonce cette situation dans un discours qu'elle prononce lors d'une conférence tenue en janvier 1980 au Circolo della Stampa (it) de Turin sur le thème « Les femmes dans l'exploitation de la pornographie », dans lequel elle dit que depuis qu'elle a cessé de tourner des scènes de nu, dont elle a désormais la nausée, elle ne travaille en fait plus au cinéma car on ne lui propose plus de scénarios. Elle est à nouveau présente à la télévision dans l'adaptation pour le petit écran de l'opérette Nitouche aux côtés d'Elisabetta Viviani et Lauretta Masiero (1980). En 1983, après son dernier film, elle disparaît effectivement de la scène et ce n'est qu'en 2002 qu'elle accorde une interview à Franco Grattarola, Stefano Ippoliti et Matteo Norcini pour le numéro 2 de Cine 70 e dintorni,, dans laquelle elle prend effectivement ses distances par rapport à son activité d'actrice érotique, déclarant qu'elle préfère que l'on se souvienne d'elle pour d'autres films qu'elle a tournés au cours de sa carrière. Au cours de cet entretien, elle a également raconté qu'à différentes étapes du tournage de certaines productions dirigées par Mario Landi, telles que Supersexymarket (it) et Il viziaccio (it), elle avait été remplacée par des actrices engagées pour tourner des scènes pornographiques destinées à être incluses dans les versions étrangères de ces films, bien que les producteurs aient omis de préciser que ces scènes n'étaient pas d'elle.
Après avoir mis fin à sa carrière cinématographique, elle retourne vivre en Yougoslavie mais l'abandonne au début des années 1990 après que son chien a été tué par un anonyme pendant la guerre civile qui a éclaté à la suite de l'éclatement de son pays, en représailles à sa critique de l'épuration ethnique entre Serbes et Croates ; après avoir vendu tout ce qu'elle possédait en ex-Yougoslavie, elle s'est installée à Rome.

## Filmographie

### Au cinéma

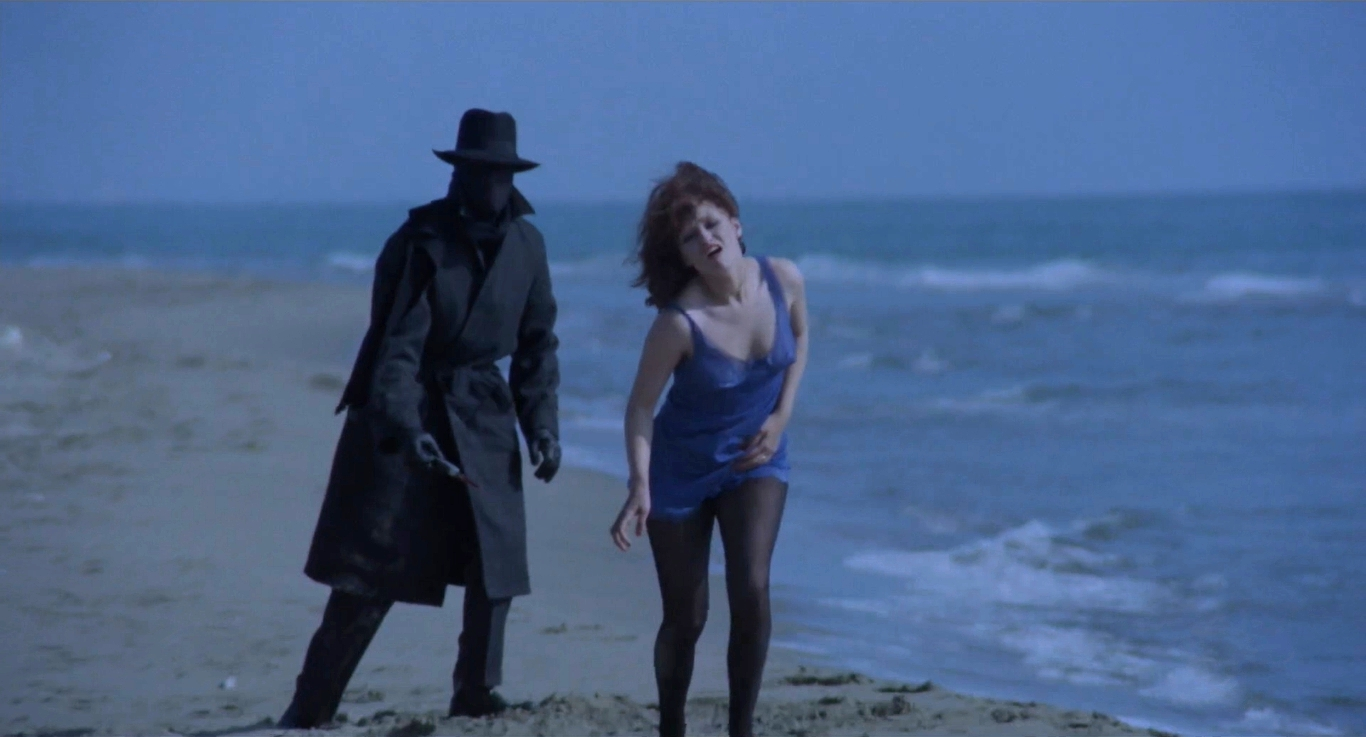
Dans La Peur au ventre (1972).

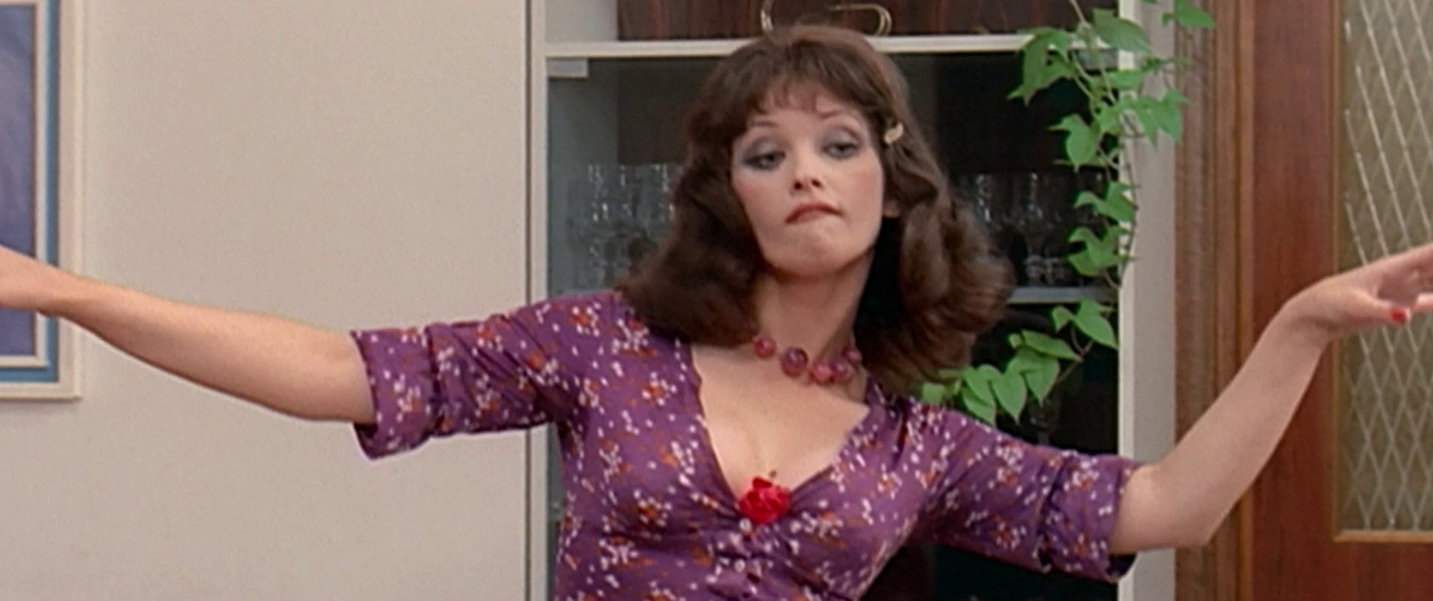
Dans ' (1975).

- 1965 : Vierges pour le bourreau  (Il boia scarlatto) de Massimo Pupillo : Annie
- 1966 : Une vierge pour le prince (Una vergine per il principe) de Pasquale Festa Campanile : Girl in Colorno
- 1966 : Des oiseaux, petits et gros (Uccellacci e uccellini) de Pier Paolo Pasolini : Luna
- 1966 : Un brivido sulla pelle d'Amasi Damiani : Susy Martin
- 1967 : Né pour tuer (Nato per uccidere) d'Antonio Mollica : Flory Waltamore
- 1967 : Quand les vautours attaquent (Il tempo degli avvoltoi) de Nando Cicero : Annie
- 1967 : Au son du fusil (A suon di lupara) de Luigi Petrini
- 1967 : Trois Pistolets contre César (Tre pistole contro Cesare) de Enzo Peri (it) : Tulla - la danceuse de Hong Kong
- 1968 : L'Homme qui venait pour tuer (Un hombre vino a matar) de León Klimovsky : Helen
- 1968 : Shokoh-e-javanmardi (fa) (شکوه جوانمردی) de Ismail Riahi (fa)
- 1968 : La Bande à César (The Biggest Bundle of Them All) de Ken Annakin : contesUncle Carlo's Bride
- 1968 : Samoa, fille sauvage (Samoa regina della giungla) de Guido Malatesta : Yasmin
- 1968 : Radhapura – Endstation der Verdammten (de) de Hans Albin : Linda
- 1968 : Requiem pour Gringo (Réquiem para el gringo), d'Eugenio Martín et José Luis Merino : Alma
- 1968 : Oui à l'amour, non à la guerre (Frau Wirtin hat auch einen Grafen) de Franz Antel : Giovanna
- 1968 : Zorro le renard (Zorro, la volpe) de Guido Zurli : Donna Isabella
- 1968 : Vacanze sulla Costa Smeralda de Ruggero Deodato : Marisa
- 1968 : Homicides par vocation (L'assassino ha le mani pulite) de Vittorio Sindoni : Simone
- 1969 : Les Nuits érotiques de Poppée de Guido Malatesta : Livia
- 1969 : Tarzana, sexe sauvage (Tarzana, sesso selvaggio) de Guido Malatesta : Tarzana
- 1969 : La Mort sonne toujours deux fois (Blonde Köder für den Mörder) d'Harald Philipp : Lois Simmons
- 1969 : Trois Tombes pour Quintana (Quintana) de Vincenzo Musolino : Virginia de Leon
- 1970 : Les Trois Supermen dans la jungle (Che fanno i nostri supermen tra le vergini della jungla?) de Bitto Albertini : Junglia
- 1970 : Une hache pour la lune de miel (Il rosso segno della follia) de Mario Bava Alice Norton
- 1971 : Homo eroticus de Marco Vicario : Ersilla
- 1971 : Si je te rencontre, je te tue (Se t'incontro t'ammazzo) de Gianni Crea : saloon girl
- 1971 : Un apprezzato professionista di sicuro avvenire de Giuseppe De Santis : Lucetta
- 1971 : Blood Story (it) d'Amasi Damiani : Dorothy
- 1971 : Décaméron 3 (Novelle galeotte d'amore) d'Antonio Margheriti
- 1972 : Le calde notti del Decameron de Gian Paolo Callegari : Zeinab
- 1972 : Contes érotiques ou la Sexologie de Pierre l'Arétin (I giochi proibiti de l'Aretino Pietro) de Piero Regnoli : Violetta
- 1972 : L'Empire du crime (La mala ordina) de Fernando Di Leo : Nana
- 1972 : Les Nuits érotiques d'une courtisane (Poppea… una prostituta al servizio dell'impero) d'Alfonso Brescia : Poppea
- 1972 : Les Mille et Une Nuits érotiques (Finalmente… le mille e una notte) d'Antonio Margheriti : Zumurud
- 1972 : La Peur au ventre (Rivelazioni di un maniaco sessuale al capo della squadra mobile) de Roberto Bianchi Montero : Serena
- 1973 : Il prode Anselmo e il suo scudiero de Bruno Corbucci : Laura
- 1973 : Ce cochon de Paolo (Paolo il caldo) de Marco Vicario : la prostituée en rouge
- 1973 : La Partouze (it) (Bruna, formosa, cerca superdotato per tango a Milano) d'Alberto Cardone : Mirella Buzzati
- 1973 : Il tuo piacere è il mio (it) de Claudio Racca : La contessa Joselita Esteban De Fierro
- 1973 : Meurtres à Rome (La ragazza di via Condotti) de Germán Lorente : Laura Damiani
- 1973 : Quand l'amour devient sensualité (Quando l'amore è sensualità) de Vittorio De Sisti : Widow Neighbor
- 1974 : Adolescence pervertie (Adolescenza perversa) de José Bénazéraf : Mirella Buzzati
- 1974 : La Brute, le Colt et le Karaté (Là dove non batte il sole) d'Antonio Margheriti : Italian mistress
- 1974 : Service compris (Il domestico) de Luigi Filippo D'Amico : Lola Mandragali
- 1974 : C'est plus facile de garder la bouche ouverte de Jacques-Paul Bertrand : Gina Mancori
- 1974 : Obsessions charnelles (it) (Carnalità) d'Alfredo Rizzo : Anna
- 1975 : La Collégienne en vadrouille (it) (La collegiale) de Gianni Martucci : Emy
- 1975 : La Prof et les Farceurs de l'école mixte (Classe mista) de Mariano Laurenti : Aunt Tecla
- 1975 : Nue pour l'assassin (Nude per l'assassino) d'Andrea Bianchi : Lucia Cerezer
- 1975 : I sette magnifici cornuti (it) de Luigi Russo :     Mafalda -  Wife of newsstand
- 1975 : La novice se dévoile (La novizia) d'Giuliano Biagetti : Nunziata
- 1975 : L'assassino è costretto ad uccidere ancora de Luigi Cozzi : Dizzy Blonde
- 1975 : Le dolci zie de Mario Imperoli : Mimi
- 1975 : Una vergine in famiglia (it) de Mario Siciliano : Rosina
- 1975 : La Sangsue (La sanguisuga conduce la danza) d'Alfredo Rizzo :Sybil
- 1975 : Bracelets de sang (Il giustiziere sfida la città) d'Umberto Lenzi : Flora
- 1975 : I sette del gruppo selvaggio de Gianni Crea : Rosie
- 1975 : La commessa (it) de Riccardo Garrone : Argentinian woman
- 1976 : Stangata in famiglia (it) de Franco Nucci (de) : Margherita
- 1976 : La prof est experte en langues (it) (La professoressa di lingue)  de Demofilo Fidani : Pamela Bonaccia
- 1976 : La moglie di mio padre d'Andrea Bianchi : Patrizia
- 1976 : La cameriera nera (it) de Mario Bianchi : Mariolina
- 1976 : Un toro da monta (it) de Roberto Mauri : Sabrina Carli
- 1976 : Aïe... toubib ne coupez pas (it) (Che dottoressa ragazzi!) de Gianfranco Baldanello : Carmelina
- 1976 : Le impiegate stradali (it) de Mario Landi : Marisa Colli
- 1976 : La Prof et les Farceurs de l'école mixte (Classe mista) de Mariano Laurenti : Aunt Tecla
- 1976 : Campagnola bella (it) de Mario Siciliano : Letizia
- 1977 : La Collégienne prend des vacances (it) (Cara dolce nipote) d'Andrea Bianchi : Marietta
- 1978 : Malabestia de Leonida Leoncini : Maria
- 1978 : Messo comunale praticamente spione (it) (L'infermiera di campagna) de Mario Bianchi
- 1978 : Isola meccanica de Bruno Pischiutta (it)
- 1979 : Supersexymarket (it) de Mario Landi
- 1980 : Il viziaccio (it) de Mario Landi : Clementina
- 1981 : Erotiko pathos d'Ilias Mylonakos (ru) : Marsha
- 1983 : Mizzzzica... ma che è proibitissimo? (it) de Salvatore Bugnatelli
- 1983 : Corpi nudi d'Amasi Damiani : Femi